# VLR
VLR er en dansk radiostation, der sender fra Vejle. VLR er en forkortelse af Vejle Lokal Radio. 
Det er JFM P/S, der står bag VLR. Koncernen udgiver ligeledes Fyens Stiftstidende, Fyns Amts Avis, Jydske Vestkysten, Aarhus Stiftstidende, Randers Amtsavis, Viborg Folkeblad, Dagbladet Holstebro-Struer, Dagbladet Ringkøbing-Skjern, Vejle Amts Folkeblad, Horsens Folkeblad samt radiostationerne Skala FM, Radio Viborg, Pulz FM, ClassicFM (tidligere Horsens Classic) og en række ugeblade i Jylland og på Fyn.
VLR har et dækningsområde i Jylland og på Fyn fra Holstebro, Tim,Ringkøbing, Herning, Skanderborg, Silkeborg, Aarhus, Horsens og Tørring i Midtjylland til Vejle, Jelling, Give, Billund, Grindsted, Kolding, Varde, Esbjerg og Fredericia i Sydjylland og hen over Fyn og til bl.a. Odense og Nyborg. VLR Sender under følgende lokalafdelinger med lokale reklamer: VLR Vejle, VLR Horsens, VLR Kolding, VLR Varde, VLR Holstebro, VLR Ringkøbing, VLR Esbjerg og VLR Fyn.
Hvert år under Jelling Musikfestival flytter VLR til Jelling, hvorfra de sender live.
I juni 2011 blev det besluttet at fusionere Radio VLR og Radio Horsens og fortsætte under navnet Radio VLR, hvor man fortsat sender fra Vejle.
Dermed blev VLR's sendeområde udvidet til også at dække Juelsminde, Odder og Aarhus.
Jysk Fynske Medier, der ejer Radio VLR, ejer også Radio Viborg og Skala FM. Radio VLR er den regionale Radio i Danmark der sender over det det største geografiske område.
VLR havde i 2013 ca. 250.000 ugentlige lyttere. Dermed er det Danmarks næststørste lokale radiostation, kun overgået af Skala FM, der også sender fra Vejle der havde 293.000 ugentlige lyttere.
I 2015 lukker Radio Charlie i Varde (95,3 MHz) og Nr.Nebel (106,6 MHz) efter 24 år og begge frekvenser blev til VLR Varde.
I 2018 blev morningshow "Morgenholdet" introduceret.
2019 fik VLR frekvenserne af Radio MAX Ulfborg og Radio Holstebro 97,4 MHz. Med den gang ekspanderes VLR til Ringkøbing.
VLR samarbejder med The Voice om at transmittere The Voice Trekanten, som er den del af The Voice, der bliver sendt i Trekantområdet. 
The Voice Trekanten har 109.000 ugentlige lyttere.
Efter de var i drift med lit ældre AC-format (80ere, 90ere, nye hits) under claim "Musik du kender og den bedste nye sange" flere år, var stationen omkring 2020 en modern hitradio med ganske flot lyd-package. Show med kende presenter, bl.a. "Morgenholdet", "VLR greatest" og "Kongetimerne" stoppedes samtidig i September 2020 eller flyttede til systerkanalen ClassicFM (tidligere Horsens Classic). Lyttere blir heller overrasket af ændringerne.
2022 blir stationen fuldstændig relanceret tilbage som "klassisk" AC (ny claim: "Mere musik - VLR") med flere ældre musik og masser af non-stop sendeflader, mens samtidig har men introduceret en helt ny jinglepakket fra WiseBuddah.
I forår af 2024 lyttede VLR mere som en Soft AC / oldie-based AC hybrid mellem Bauer Media's PopFM og Radio Soft. Musikspecialen om aftenen som tidligere kaldes "VLR Love Songs" (samme namen som non-stop webkanalen) heder numerer "Magi i luften". I senere aften var der en ny program "kaerligheden kalder" med Nadia Malm (tidligere vært i The Voice og "ny" Energy).
Siden april 2025 fik VLR en ny webplads med helt ny logotype i pink med hjertet og beats graph som visualiserer claim "Sange til hjertet" bedre. Det driver nu en typisk Soft AC format med musikken fra 1980ere til nutiden.
Påsken i begge 2024 og 2025 har VLR spillet 100% kun danske hits ("Danske påsken").
VLR sender forskellige versioner med regionale reklame:
Østjylland (tidligere VLR Horsens-frekvens i Skanderborg/Odde)
Midtjylland
Trekantområdet (tidligere versioner Vejle, Fredericia, Horsens)
Sydvestjylland (tidligere versioner Esbjerg og Varde/Nr.Nebel)
Fyn (tidligere egen versioner til Vestfyn, Midtfyn og Østfyn)
Sønderjylland (Vejen)
og kan også fanges på DAB. Versioner VLR Ringkøbing (tidligere Radio MAX Ulfborg) og VLR Holstebro (tidligere Radio Holstebro) stoppedes i mellentiden og sender nu ClassicFM.